# A Bailar (álbum)
A Bailar é o primeiro álbum solo da cantora argentina Lali, lançado em 21 de março de 2014 na Argentina no formato de disco físico, e no mundo em Download digital, distribuído por DBN (Distribuidora Belgrano Norte). "A Bailar" é o primeiro single lançado antes mesmo do álbum, em 19 de agosto de 2013 estreando em #1 lugar no iTunes na Argentina e Peru, e sendo destacado no top 10 da América Latina. Na primeira semana de estréia, o álbum chegou na primeira posição do rating da CAPIF, sendo o número #1 em vendas no país durante as primeiras semanas, motivo que ocasionou a certificação em disco de ouro, certificado pela CAPIF.
O álbum é uma mescla de ritmos ao juntar o pop com hip-hop, dance-pop e R&B. Lali além de ser a intérprete de todas as canções, também é compositora de todo o álbum junto com Pablo Akselrad, Luis Burgio e Gustavo Novello, produtores da gravadora independente 3musica que lançou a cantora no mercado musical. A edição padrão junto com a edição fan pack, venderam só na Argentina mais de 35 mil cópias, e estima-se que tenha vendido mais de 3 mil cópias no Uruguai alcançando a posição #3, #10, #14 e #21 em vários meses. O álbum também foi lançado em formato físico no Chile e Colômbia e em download digital e streaming para todo o mundo.

## Antecedentes
O lançamento de Lali Espósito como cantora solo, se dá em um showcase no La Trastienda Club em Buenos Aires no dia 02 de setembro de 2013, patrocinada pela Coca-Cola. No evento em questão, a cantora apresenta 3 singles, sendo eles o que já fora lançado, A Bailar, e outros dois: Asesina e Del otro lado. Alguns dias antes do lançamento do disco, Lali lança o single A Bailar na Itália, em um festival de música na cidade italiana Caserta.

## Lançamento
O lançamento do disco já tinha sido anunciado algumas semanas antes da data de estreia, sendo previsto que o disco no formato físico só seria lançado na Argentina, para os demais países somente seria disponibilizado no formato de Download digital no iTunes.
O disco foi lançado em 21 de março de 2014 na Unicenter em Buenos Aires, em uma firma de autógrafos para os 300 primeiros fãs que tivessem comprado o disco na pré-venda na Unicenter, porém pela grande quantidade de pessoas presentes, foram aceitas até mil fãs em que puderam ter o disco firmado com o autógrafo de Lali Espósito.

## Singles
- "A Bailar", uma canção de dance pop, foi denominado o single de estreia do álbum, mesmo que tenha sido lançado 8 meses antes da estreia do álbum. Seu lançamento digital ocorreu em 13 de agosto de 2013 alcançando a posição #1 no iTunes da Argentina, Peru, e sendo destacado no top 10 da América Latina. O single referente, foi considerado a "Música latina favorita" nos Kids Choice Awards Argentina, música que se tornou videoclipe lançado em 05 de setembro do mesmo ano. A Bailar se converteu em tema inicial e de encerramento do programa "A Bailar!" do canal argentino Quiero Musica, e também é o tema da campanha "Pelografía" para a marca Seda na Argentina onde Lali Espósito é modelo.

- "Asesina", o segundo single, é derivado dos estilos pop e hip-hop, tentando trazer a música contemporânea para o espanhol. Lançado em 31 de outubro de 2013, alcançou a posição #1 no top 20 do iTunes na Argentina sendo atualizado para #2, e ficou em boas posições no top 20 do iTunes do México, Israel e América Latina. Asesina venceu a indicação de "Melhor coreografia feminina" no Quiero Awards em 2014.

- "Del otro lado", o terceiro single, possui o estilo pop melodramático, o primeiro single "romântico" lançado até então pela cantora. Estreou em 10 de março de 2015 na posição #6 da tabela do top 20 do iTunes na Argentina, convertendo-se a videoclipe no mesmo dia.

- "Histeria", o quarto single do álbum de estreia e também o último, foi considerado single no mesmo dia do lançamento do seu videoclipe que no caso conseguiu o título de vídeo com mais visualizações em menos de 24 horas no YouTube na Argentina. A música estreou como single na posição #15 do ITunes da Argentina logo seguido da posição #2 no Top 47 da RD Argentina, #3 no Equador e #4 no Paraguai. O mesmo entrou na "Lista 40" dos charts do Los 40 Principales Argentina na posição #3 durante 3 semanas, e alcançando também a posição #8 na "Lista 40" dos charts do Los 40 Principales do Paraguai. "Histeria" é considerado o single de maior desempenho do álbum e também o mais repercutido. No México, Histeria entrou no ranking 47 da RD do México.

### Singles promocionais
- "Mil años luz", foi o primeiro single promocional do álbum de estréia, sendo reconhecido como álbum durante uma apresentação da cantora em um programa televisivo na Argentina em 19 de novembro de 2014. Alcançou o posto #67 no ITunes da Argentina no mesmo dia da estreia de "Histeria" como single.

## Recepção
O álbum estreou no do top 20 no iTunes da Argentina, México, Israel, e grande parte da América Latina no top 100. Durante as primeiras semanas de vendas, o mesmo conseguiu ficar em #1 na Argentina. O álbum recebeu críticas positivas de revistas, sites e jornais importantes da Argentina e Uruguai, pelo fato de ter sido composto por completo pela própria cantora e pela ousadia de iniciar a carreira solo dispensando gravadoras multinacionais para se lançar em um projeto independente com o grupo 3musica. No Uruguai o álbum alcançou o posto #3 no primeiro mês. Na Itália o álbum chegou ao iTunes na posição #52, #9 em Israel, e emplacou no top 100 da Espanha, México, El Salvador, Paraguai e Peru. Na tabela de final de ano na Argentina, segundo a CAPIF, o mesmo chegou ao posto #8, ao mesmo tempo sendo certificado em Disco de ouro, e no Uruguai alcançou o posto #14. Ainda em 2015 o álbum voltou as paradas musicais ficando em #5 na Argentina e #39 em Israel.
| “ | “Este projeto sou eu. É o mais autêntico em minha vida.” | ” |

## Turnê
A digressão musical  A Bailar Tour iniciou em 19 de abril de 2014 na capital argentina Buenos Aires. Após os dois primeiros shows da turnê na capital, Lali realiza várias apresentações pelo interior do país com infraestrutura inferior aos shows no Ópera Allianz. A turnê seguiu em outros países como no Uruguai, Espanha, Itália, Chile e Israel, encerrando no dia 25 de abril de 2016 na cidade israelense Tel Aviv.

## Edição Fan Pack
A edição fan pack é lançada no dia 03 de dezembro de 2014 pela Sony Music Entertainment, no formato de Download digital para boa parte do mundo. O formato físico da edição em questão é lançado dias depois na Argentina, alcançando o posto #8 no top 10 dos discos mais vendidos no mês de dezembro na Argentina, e #14 no Uruguai. O fan pack traz as mesmas faixas do disco padrão, adicionado duas novas faixas inéditas sendo elas Amor de verdad, uma parceria com o rapper argentino Zetta Krome, e A Bailar - Remix triplex; a versão em questão também traz um DVD, nele contém os dois videoclipes lançados pela cantora até então, e alguns outros vídeos, e um documentário de nove minutos sobre a turnê de divulgação do álbum. Esta edição em formato físico foi lançada no Uruguai semanas depois do lançamento na Argentina, sendo comercializado nas lojas Palácio de la música e Todo musica; a mesma é comercializada no Chile a partir de 25 de março de 2015 quando a cantora viaja até o país para promociona-lo.

## Alinhamento das faixas
| N.º | Título           | Compositor(es)                                                 | Duração |  |
| 1.  | "Asesina"        | Mariana Espósito, Pablo Akselrad, Luis Burgio, Gustavo Novello | 3:01    |  |
| 2.  | "Histeria"       | Mariana Espósito, Pablo Akselrad, Luis Burgio, Gustavo Novello | 3:34    |  |
| 3.  | "Del otro lado"  | Mariana Espósito, Pablo Akselrad, Luis Burgio, Gustavo Novello | 3:40    |  |
| 4.  | "A Bailar"       | Mariana Espósito, Pablo Akselrad, Luis Burgio, Gustavo Novello | 2:50    |  |
| 5.  | "No estoy sola"  | Mariana Espósito, Pablo Akselrad, Luis Burgio, Gustavo Novello | 3:41    |  |
| 6.  | "Te siento"      | Mariana Espósito, Pablo Akselrad, Luis Burgio, Gustavo Novello | 3:23    |  |
| 7.  | "Cielo salvador" | Mariana Espósito, Pablo Akselrad, Luis Burgio, Gustavo Novello | 3:12    |  |
| 8.  | "Being"          | Mariana Espósito, Pablo Akselrad, Luis Burgio, Gustavo Novello | 3:20    |  |
| 9.  | "Desamor"        | Mariana Espósito, Pablo Akselrad, Luis Burgio, Gustavo Novello | 3:24    |  |
| 10. | "Mil años luz"   | Mariana Espósito, Pablo Akselrad, Luis Burgio, Gustavo Novello | 3:49    |  |

| Faixas bônus da edição Fan Pack |                                      |         |  |
| N.º                             | Título                               | Duração |  |
| 11.                             | "Amor de verdad" (part. Zetta Krome) | 3:56    |  |
| 12.                             | "A Bailar (Triplex remix)"           | 4:14    |  |

| Faixas da edição Fan Pack em DVD |                                         |         |  |
| N.º                              | Título                                  | Duração |  |
| 1.                               | "Un día de show (Documentário)"         | 9:54    |  |
| 2.                               | "Mil años luz (Live)"                   | 3:57    |  |
| 3.                               | "Asesina (Music video)"                 | 3:32    |  |
| 4.                               | "No estoy sola (Music video - Inédito)" | 3:37    |  |
| 5.                               | "A Bailar (Music video)"                | 4:47    |  |

## Desempenho
| Tabelas musicais (2014-2016)      | Melhor posição |
| --------------------------------- | -------------- |
| Argentina (Álbums Charts CAPIF)   | 5              |
| Argentina (Argentine Most Selled) | 10             |
| Uruguai (CUDISCO Álbums Charts)   | 3              |
| Israel (Israel Albums Charts)     | 15             |

| País              | Certificação | Vendas  |
| ----------------- | ------------ | ------- |
| Argentina (CAPIF) | Ouro         | 20 000x |

| País  | Plataforma | Quantidade   |
| ----- | ---------- | ------------ |
| Mundo | Spotify    | +11,000,000x |

## Histórico de lançamento
| País           | Data                   | Versão           | Formato          | Editora discográfica |
| -------------- | ---------------------- | ---------------- | ---------------- | -------------------- |
| Argentina      | 21 de março de 2014    | Padrão           | CD               | 3musica              |
| Mundo          | 25 de março de 2014    | Padrão           | Download digital | 3musica              |
| Uruguai        | 03 de abril de 2014    | Padrão           | CD               | 3musica              |
| Colômbia       | 07 de novembro de 2014 | Padrão           | CD               | 3musica              |
| Argentina      | 09 de dezembro de 2014 | Fan pack Edition | CD + DVD         | Sony Music Argentina |
| Uruguai        | 19 de dezembro de 2014 | Fan pack Edition | CD + DVD         | Sony Music Argentina |
| Chile          | 25 de março de 2015    | Fan pack Edition | CD + DVD         | Sony Music Argentina |
| Estados Unidos | 03 de julho de 2015    | Fan pack Edition | Download digital | Sony Music Argentina |
| Israel         | 08 de abril de 2016    | Padrão           | CD               | Sony Music Argentina |

## Prêmios e indicações
Prêmios e indicações somente relacionadas ao álbum.
| Ano  | Prêmio                       | Categoria                     | Projeto       | Resultado |
| ---- | ---------------------------- | ----------------------------- | ------------- | --------- |
| 2013 | TKM Awards                   | Melhor Cantora Do Ano         | A Bailar      | Indicado  |
| 2013 | TKM Awards                   | Musica Do Ano                 | A Bailar      | Venceu    |
| 2014 | Kids Choice Awards           | Artista Latina Favorita       | A Bailar      | Venceu    |
| 2014 | Latin Music Italian          | Melhor Musica Latina De Verão | Asesina       | Venceu    |
| 2014 | Kids Choice Awards Argentina | Musica Do Ano                 | A Bailar      | Venceu    |
| 2014 | Quiero Awards                | Melhor vídeo feminino         | A Bailar      | Venceu    |
| 2014 | Quiero Awards                | Melhor vídeo pop              | A Bailar      | Indicado  |
| 2014 | Quiero Awards                | Melhor coreografia            | Asesina       | Venceu    |
| 2015 | Prêmios Gardel 2015          | Melhor novo álbum pop         | A Bailar      | Venceu    |
| 2015 | Prêmios Gardel 2015          | Melhor álbum pop feminino     | A Bailar      | Venceu    |
| 2015 | Kids Choice Awards Argentina | Música do ano                 | Mil años luz  | Venceu    |
| 2015 | Quiero Awards                | Melhor coreografia            | Mil años luz  | Indicado  |
| 2015 | Quiero Awards                | Melhor vídeo pop              | Histeria      | Indicado  |
| 2015 | Quiero Awards                | Melhor vídeo feminino         | Del otro lado | Venceu    |